# Aleix de Rússia (tsar de Rússia)
Aleix de Rússia   (Moscou, 19 de març de 1629 (Julià) - Moscou, 29 de gener de 1676 (Julià)) Aleix Mikhàilovitx Romànov (en rus: Алексей Михаилович Романов), Aleksei o Alexis I fou un tsar de Rússia durant una de les dècades més glorioses per Rússia al segle xvii. Era fill de Miquel I Romànov (1596-1645) i d'Ievdokia Stréixneva (1608-1645), i el pare de Pere I el Gran.

## Biografia
Nascut a Moscou el 29 de març [O.S. 19 de març] 1629, fill del tsar Miquel I de Rússia i Ievdokia Stréixneva, Alexis, de setze anys, va accedir al tron després de la mort del seu pare el 12 de juliol de 1645. L'agost, la mare del tsar va morir, i després un pelegrinatge a Sérguiev Possad va ser coronat el 28 de setembre a la catedral de la Dormició. Va estar compromès a la cura del seu tutor Boris Morozov, un boiar astut obert a les idees occidentals. Va ser lliurat per a la seva formació i educació al boiar Boris Morózov, un polític astut i sensible mentor, suficientment educat per reconèixer les necessitats del seu país, i inaccessible a les idees d'Occident.
La política exterior de Morózov va ser pacificadora. Va tancar un tractat amb Polònia i va tenir cura a evitar complicacions amb l'Imperi Otomà. La seva política interna va procurar ser escrupolosament justa, i intentà alleugerir les arques públiques, limitant els privilegis de comerciants estrangers i abolint unes corts cares i inoperants. El 17 de gener de 1648 Morózov va arreglar el matrimoni del tsar amb Maria Miloslàvskaia; ell mateix es va casar amb la germana de Maria, Anna, deu dies després. Totes dues eren filles d'Ilià Danílovitx Miloslavski (1594 - 1668).
Morózov va ser molt impopular, considerat com un típic boiar ambiciós del segle xvii, detestat i acusat de fetilleria i bruixeria. El maig de 1648 el poble de Moscou es va aixecar contra ell i el tsar en l'anomenat tumult de la sal. El jove tsar es va veure obligat a destituir-lo i exiliar Morózov al monestir de Kíril-Belozerski durant alguns mesos. Atès que patia per la separació forçosa, el tsar va enviar moltes cartes al seu mentor, i exigia als guàrdies que tinguessin amb ell el tracte més civilitzat possible.

## Història

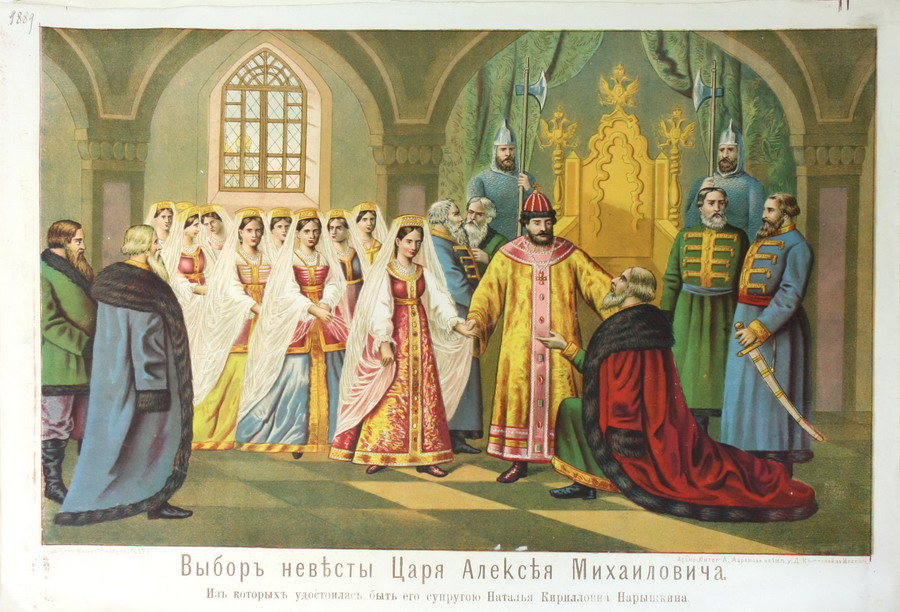
El tsar Aleix I escollint dona

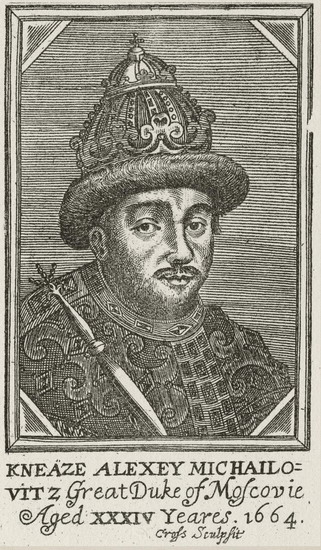
Tsar Aleix I

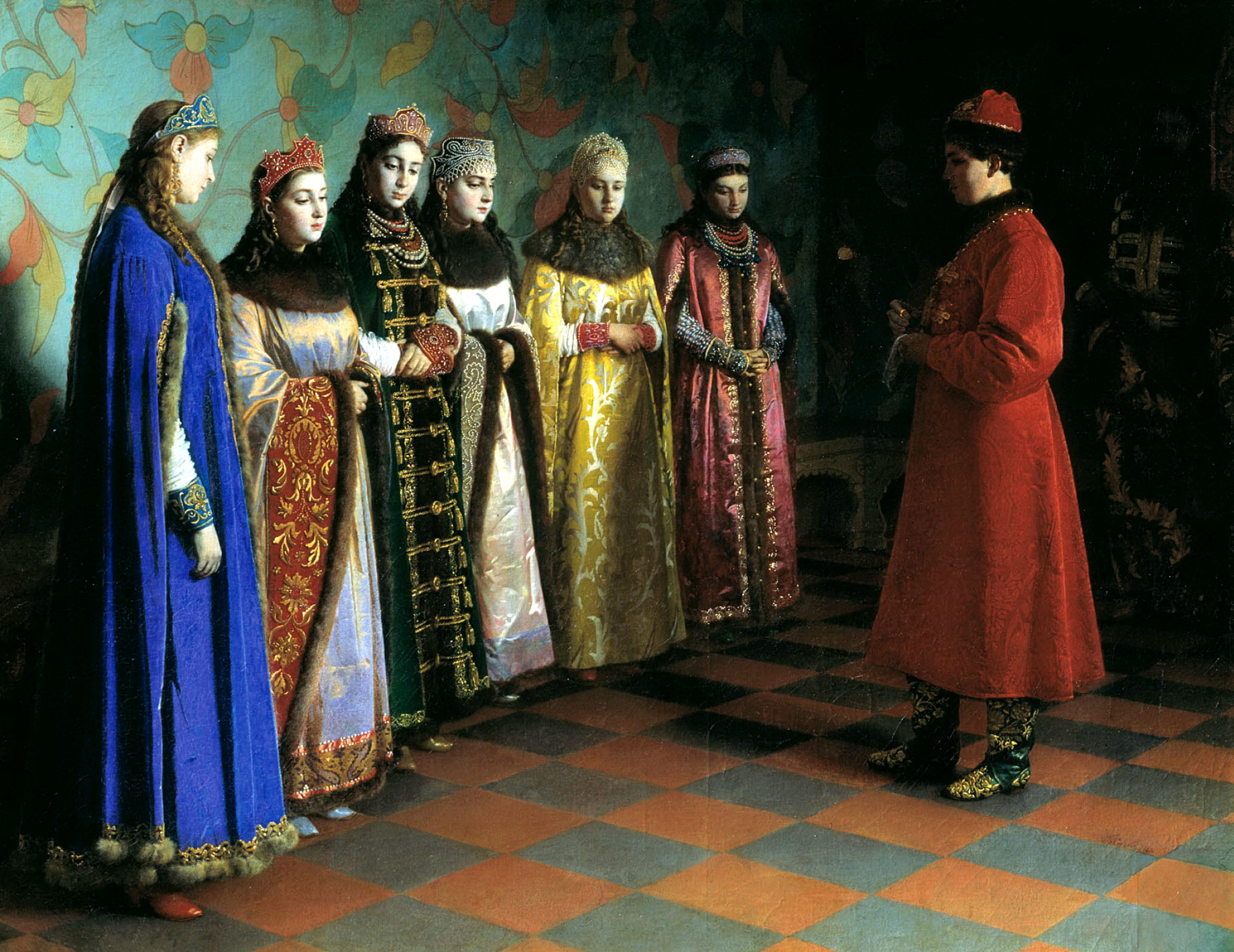
Tsar Aleix tria la seva esposa per Grígori Sedov (Organitzat per Borís Morózov, escollint una familiar seva, Maria Miloslàvskaia)

### Inicis del regnat i política interna
Durant el govern d'Aleix el govern del Principat de Moscou va prendre el caràcter d'un règim absolutista. La política integradora, autoritat centralitzada, de 1649 va produir una major servitud dels camperols i augmentar els drets de l'aristocràcia Boiar i comercial, a canviar de la disminució del poder dels Boiar representats al Zemskii sobor, que Mikhaïl (pare d'Aleix) ja havia retallat creant una estructura burocràtica per tot el Principat de Moscou. Res podia fer sense ordres expresses de les cancelleries de Moscou a través dels "gramoty" o decrets del Tsar.
El seu suport a la reforma de l'església pel patriarca Nikon (1666) va provocar la divisió del patriarcat Моsсоvita (aparició dels "antics creients", que no van acceptar les reformes) i dures lluites religiosos-eclesiàstiques. Va aconseguir restaurar l'ordre a l'Estat després del període conegut com "els Temps Tèrbols" o l'"Època de les Revoltes". Rússia, igual que Polònia -el seu rival en l'est d'Europa -, van crear estructures que van portar als seus camperols a la servitud, vorejant l'esclavitud. Si Rússia ho va fer mitjançant la centralització i el servei de tots els súbdits a l'estat (tradició que marca que el poble està al servei de l'estat i no a l'inrevés, com en les democràcies occidentals), Polònia ho va fer mitjançant la descentralització del poder al Sejima i les Sejmiki regionals que deixaven als magnats i terratinents com entitats autònomes sense interferència estatal, deixant desemparada la pagesia, que es va unir als cosacs en la seva revolta pels seus drets i llibertats (econòmiques i religioses), acabant sota l'autoritat d'Aleix a partir del 1654. En 1649 Aleix introduir el "Sobórnoie ulojénie", un nou codi legal que va portar a definir tots els serveis dels súbdits a l'Estat. La llei seria la base de la llei russa fins a 1833, lligant als pagesos a la terra i definits amb una doble servitud, als terratinents i l'Estat. Aquest sistema feudal del qual es va beneficiar tant l'aristocràcia i l'església com posteriorment la classe cosaca ucraïnesa que va entrar en el "dvoriantstvo" (llistat d'aristòcrates), seguiria vigent fins a l'abolició de la servitud el 19 de febrer de 1861.
L'èxit de la revolta de la Sal a Moscou el 1648 va ser l'ocasió de més disturbis a tot el Principat, culminant en perilloses revoltes a Pskov i Nóvgorod. El govern va ser incapaç de gestionar-lo i es van rendir garantint als revoltats les seves exigències. Només el metropolità Nikon va desplegar igual tacte i coratge a Gran Nóvgorod, i en conseqüència es va convertir en el ministre principal del Tsar el 1651.

### Política exterior
La seva política exterior es caracteritzà per un actiu expansionisme cap a les nacions i pobles veïns, especialment aquells que l'església russa considerava com herència del principat rus de Kíev i del Patriarcat de Kíev traslladat a Vladímir-Súzdal el 1299. El Principat de Moscou es considerava continuador directe de l'antiga Rus de Kíev, si bé ja en el segle XV es començava a consolidar la divisió dels eslaus orientals en tres grans grups: els "grans russos" (actualment, russos), a la zona septentrional i al voltant de Moscou; els" russos blancs" (Belarussos) i els " petit-russos " o rutens (ucraïnesos).
Durant el seu regnat es va reforçar la frontera sud, amb les barricades contra els atacs tàtars de Crimea, fou fortificada la línia Bélgorod ("zasetxnaia txerta"-feta d'arbres caiguts i pallisses amb estaques afilades entre ciutats fortificades, de més de 770 quilòmetres, entre la frontera Polonesa-actual Ucraïna a Okhtirka, travessant tota la Sloboda i Bélgorod fins Vorónej). També es van reforçar els contactes amb els ortodoxos ucraïnesos, clergues i cosacs fugits de la repressió polonesa i la seva contrareforma catòlica. Després dels aixecaments fracassats dels cosacs zaporoges ucraïnesos de 1637-1638 sota el comandament de Pavlò Pavliuk, Iàkiv Ostrianitsia i Dmitro Hounia contra el poder Polonès, més de 20.000 ucraïnesos van fugir i es van establir després de la línia Bélgorod, en territori despoblat però oficialment sota sobirania Moscovita, creant la "Ucraïna Sloboda", al concedir Aleix llibertats als camperols i cosacs i deixar fora de l'administració russa i permetre'ls organitzar a l'estil cosac zaporoja, i conservar la llengua ucraïnesa. Aquests colons van crear una nova línia més al sud a prop de la línia del riu Donets, amb la fundació de més de 20 ciutats, amb el suport de les autoritats russes. Ja el 1650 els ucraïnesos havien establert en la Sloboda quatre regiments establint un cinquè el 1685 (Sumi, Okhtirka, Khàrkiv, Izium i Ostrogojsk). L'elit regional la constituïen els oficials cosacs fugits de Zaporòjia (Ucraïna); l'anomenada Starxyna. A diferència dels cosacs russos, els cosacs ucraïnesos de Sloboda triarien als seus oficials i al seu coronel (cap de cada regiment) de per vida (a la manera de Zaporòjia), no permetent-los unir-se en un Hetmanat d'Ucraïna Sloboda (o krajina = frontera / marca - Sloboda = lliure) o unir-se als seus germans del Hetmanat de Kiev, encara després que aquests es posessin sota autoritat del Tsar. Aleix els va fer respondre directament al seu representant de Belhorod, ciutat fora del territori de Slobodavtxina.
Al primer d'octubre de 1653, una assemblea nacional es va congregar a Moscou per sancionar la guerra i trobar els mitjans per dur-la a terme, i en abril 1654 l'exèrcit va ser beneït per Nikon (ara patriarca). La campanya de 1654 va ser un triomf ininterromput, i caiguda de places, pobles i ciutats, fins i tot la important fortalesa de Smolensk, va caure en mans dels russos.

### Tractat de Pereiàslav de 1654
El major assoliment d'Aleix va ser l'acord amb els cosacs ucraïnesos rebels a l'autoritat polonesa (aixecats contra la "zlaxta Polak" -aristocràcia feudal catòlica d'origen polonès o Ucraïnès- el 1648 i creat un estat ortodox cosacs amb els ucraïnesos de les províncies de Txerníhiv, Kíev, Bràtslav i Zaporòjia).
El tractat de Pereiàslav de 1654 entre el Tsar i Ucraïna era vist de forma diferent pels seus signants. Mentre Ucraïna i el seu líder Bohdan Khmelnitski la consideraven una aliança militar (igual que les fetes amb l'Imperi Otomà i el Kanat de Crimea musulmà, la Suècia luterana, la Transsilvània i Moscòvia ortodoxes), per al tsar es tractava d'una simple acceptació de la seva sobirania (la considerada reintegració dels eslaus orientals, que ja ni tan sols compartien una sola llengua comuna, es pot recordar com els cosacs ucraïnesos i la seva aristocràcia, liderats pel seu cèlebre Hetman Sahaidatxni, d'Ucraïna occidental, havien recolzat l'ocupació de Moscòvia (Rússia) per part dels polonesos en diverses ocasions entre 1608 i 1612).
El tractat de Pereiàslav del 16 de gener de 1654 va suposar el jurament de lleialtat i aliança de l'oficialitat cosacs, el poble de Pereiàslav i altres ciutats. Els 23 articles de Petició enviades per Khmelnitsko el març, a través dels seus delegats perquè signés el Tsar i la resposta d'aquest mitjançant els 11 articles finals del tractat. Els articles garantien la fidelitat del poble ucraïnès mitjançant jurament a canvi del respecte del Tsar i els súbdits russos de la inviolabilitat de les corts i lleis cosaques de l'Hetmanat, les llibertats i drets dels oficials cosacs i de la host dels zaporoges del Sitx en la seva totalitat. La inviolabilitat de les terres i propietats de cosacs. Els cosacs triarien al seu Hetman que juraria lleialtat al Tsar. La capital estaria a Txihirín des d'on podrien mantenir relacions diplomàtiques amb països estrangers a excepció de Polònia i el soldà de la Porta (Otomans). El nombre de cosacs registrats s'elevaria a 60.000. Tots els quals rebrien sous a partir de les rendes i feus que li correspondrien al Tsar al territori cosacs (Kíev, Zaporòjia, Txerníhiv i Bràtslav). El Tsar proveiria d'equipament militar i els subministraments necessaris per a la guerra amb Polònia i futures campanyes contra els tàtars.
Es confirmaven els drets tradicionals de la noblesa ucraïnesa (que seguia sent ortodoxa i no s'havia polonitzat i fugit a Polònia després de la revolta). Els habitants urbans podrien elegir els seus representants i governants municipals segons la llei de Magdeburg.
El Patriarcat de Kiev, sota la direcció de Mohila, va ser respectat i no es va interferir en els seus assumptes, quedant beneït pel Patriarca de Moscou. Oficialment els patriarques ortodoxos de Kíev-Ucraïna, Bucarest - Romania, Sofia - Bulgària i els altres en territori Otomà, tenien igualtat jeràrquica i només tenia preeminència sobre els altres el Patriarca grec de Constantinoble - Istanbul, aspecte que Moscou no reconeixia).
Quan es va arribar a un acord, el títol autoimposat dels Romànov de" Tsar de tota Rússia" va passar a ser de "Tsar de tota Rússia Gran i Petita". L'acord va suposar un canvi en la balança de poder a l'est europeu, passant de Polònia a Rússia la preeminència, després de 60 anys de la lluita dels cosacs ucraïnesos per a aconseguir l'autonomia i independència de Polònia.
L'incompliment per part del Tsar dels acords de Pereiàlav, encara en vida del Hetman Bohdan Khmelnitski, varen suposar la retallada de les llibertats de la nació ucraïnesa aconseguides amb la revolta, i el desmantellament progressiu de l'estat cosac ucraïnès que representaven.

### Repartiment d'Ucraïna amb Polònia
En 1654-1656 i 1660 - 1667 Aleix va conduir guerres amb Polònia. Va ocupar tota Belarús i Lituània amb l'ajut del Regiment cosac de l'Hetmanat i Sloboda, i va aturar ulteriors campanyes militars, que haguessin suposat l'expulsió de tota l'aristocràcia polonesa de terres ucraïneses.
El gener de 1655 la derrota d'Okmàtiv va aturar el seu progrés; però l'estiu del mateix any, la sobtada invasió de Carles X de Suècia va escombrar l'estat polonès del mapa; els russos, sense oposició, ràpidament van ocupar tot el que els suecs no havien ocupat ja, i quan per fi els polonesos van oferir negociació, el Gran-ducat de Lituània sencer va ser la més petita de les demandes d'Aleix. Afortunadament per a Polònia, el Tsar i el rei de Suècia van iniciar un combat per repartir els menuts, i al final de maig de 1656 Aleix va declarar la guerra contra Suècia.
Desitjant convertir-se en rei de Polònia, va sacrificar els interessos ucraïnesos, va proposar la pau de Viena el 1656.
El successor de Khmelnetski, Vihovski (1657) es va aixecar contra el Tsar, i va signar un tractat amb els polonesos, en veure's traït per la manera de portar la campanya, i veure com el Tsar utilitzava la lleialtat dels Zaporogos com a contrapoder a Ucraïna contra el Hetman. Va signar el tractat de Hadiatx el 16 de setembre de 1658, entre Polònia i el Hetmanat ucraïnès. A la batalla de Konotop del 8 de juliol de 1659 les tropes moscovites van ser aniquilades per l'exèrcit cosaco-polonès-tàtar. La cavalleria Boiarda va ser delmada i el seu exèrcit de 100.000 homes destruït. Malgrat la derrota el tsar Aleix va tenir el suport dels Zaporogos (Iakiv Barabaix) i de cosacs de Poltava (Martin Puixkar) per lluitar contra el Hetman rebel.
La guerra va acabar amb Polònia al confirmar l'acord de Pau d'Andrússovo el 1667 (treva de 13 anys), el repartiment d'esferes d'influència entre Polònia i Moscòvia (Rússia) a la frontera del riu Dnieper i la protecció comuna del territori zaporoge. La "pau eterna" del 1686, pel qual Moskovia es va quedar amb la part est del país prenent al riu Dnièper i Kíev com frontera, quedant Ucraïna amb dos Hetmanes (un a Polònia i un a l'Hetmanat de Kíev). La part oriental i part del Hetmanat es va cedir a Polònia, traint Aleix als camperols ucraïnesos ortodoxos que va tornar a quedar sota el jou polonès. La guerra amb Suècia va acabar en derrota (1656 - 1658) no aconseguint la tan desitjada sortida al mar Bàltic. Durant els anys 1670 - 1680 es va mantenir la guerra amb el Kanat de Crimea i la Turquia otomana, sense aconseguir una sortida al mar Negre, aprofitant que l'Hetman de la part polonesa, Doroixenko va intentar rebel·lar contra Polònia i envair la part oriental del Hetmanat reunificat Ucraïna en envair Moskovia, com era tradicional va canviar diverses vegades de bàndol fins a abdicar amb honors i exiliar-se a dominis del Tsar.

### Revoltes a Rússia
Les guerres contínues sota el seu mandat i l'empitjorament de les condicions de vida de la població dins de la mateixa Rússia van portar a tumults i revoltes (1648 i 1662) a Moscou, 1650 a Pskov i Nóvgorod, 1670-1671 sota el comandament de Stenka Razin en el Don, Volga - al cor i el sud del principat moscovita), tots aplacats per Aleix amb una duríssima repressió, mostrant la imposició del sistema absolutista d'Aleix.

### Primera occidentalització
L'última part del regnat d'Alexis Mikhàilovitx va suposar un primer contacte amb occident, gràcies a les influències dels religiosos i estudiosos ucraïnesos de la Mohelianska, l'acadèmia ortodoxa de Kíev creada sota auspici cosacs prenent com a model les escoles dels jesuïtes polonesos a les quals molts oficials cosacs havien assistit, en ser de la petita noblesa ortodoxa ucraïnesa, que es van convertir en súbdits i a la vegada intermediaris entre els tancats moscovites, encara en conflicte amb els "vells creients", o els nobles i el poble amb estètica boiar (les famoses barbes que Pere I el Gran més tard intentarà esborrar) i l'occident europeu. El seu regnat és també conegut com l'inici del període cultural ucraïnès (o petit rus) al Principat de Moscou en omplir els monestirs i cancelleries russes d'ucraïnesos de l'acadèmia de Kíev, atès que eren els més ben formats en teologia ortodoxa, coneixements de llatí, polonès i alemany i al venir per l'anterior influència polonesa i jesuítica d'un espai més desenvolupat i occidentalitzat que la mateixa Rússia.

## Família i descendència
El primer matrimoni d'Alexis amb Maria Miloslàvskaia (1625-1669), va ser un èxit, donant a llum tretze fills en vint anys de matrimoni: cinc fills i vuit filles:
- Dmitri Alekséietx (1648–1649)
- Ievdokia Alekséievna (1650–1712)
- Marfa Alexeievna (1652–1707)
- Aleksei Alekséievitx (1654–1670)
- Anna Alekséievna (1655–1659)
- Sofia Alekséievna (1657–1704)
- Ielaterina Alekséievna (1658–1718)
- Maria Alekséievna (1660–1723)
- Fiódor III (1661–1682)
- Feodóssia Alekséievna (1662–1713)
- Simeó (1665–1669)
- Ivan V (1666–1696)
- Ievdokia Alekséievna (1669–1669)

Per desgràcia, va morir setmanes després de l'últim enllumenament. Van sobreviure quatre fills, Aleix, Feodor, Semyon, i Ivan) encara que dos d'ells van morir en sis mesos, incloent Aleix, l'hereu al tron de 16 anys.
El 22 de gener de 1671 es tornà a casar a Moscou amb Natàlia Naríxkina (1651-1694), filla de Kiril Narixkin (1623-1691) i d'Anna Leontieva (1627-1706). Aquest segon matrimoni va tenir tres fills:
- Pere (1672-1725), casat primer amb Eudòxia Lopukhinà i després amb Marta Skavrónskaia (1684-1727).
- Natàlia (1673-1716).
- Fiódor (1674-1677).